# Cosmia postnigrescens
Cosmia postnigrescens là một loài bướm đêm trong họ Noctuidae.